# 烹 (烹调方法)
烹是中国菜的一种烹调方式。烹即煮
烹的原料先用急火热油炸过，加调味汁翻炒,使得滋味渗入原料或粘附在表面而成。其中炸前原料挂淀粉糊的为干烹，否则为清烹。
例子：干烹里脊，清烹虾段。